# Пис (река)
Пис (енгл. Peace River; фр. rivière de la Paix) је велика река која протиче кроз западни део Канаде. Као њено извориште обично се узима или вештачко језеро Вилистон или река Финли која се улива у поменуто језеро у Британској Колумбији. Преко унутрашње делте са реком Атабаском улива се у Ропску реку (у Алберти) која је притока Великог ропског језера и веза реке Пис са реком Макензи и Северним леденим океаном. 
Претпоставке су да је први Европљанин који је дошао до обала реке Пис био трговац крзнима Питер Понд 1785. Детаљнија истраживања у овој области обављао је Александар Макензи 1792/93. који је ову реку означио локалним индијанским именом Unjegah чије значење је дуга река. Садашње име (у преводу са енглеског Река мира) представља спомен на историјски мировни споразум између народа Бивер и Кри према којем је ток реке одређен као граница између два народа, а вишедеценијски сукоби завршени.
Прво неиндијанско насеље на обали реке била је тврђава Форт Сент Џон основана 1794. Било је то уједно и прво европско насеље у континенталном делу Британске Колумбије. 
Укупна дужина водотока идући од изворишта реке Финли до ушћа је 1.923 km (или 1.521 km од језера Вилистон). Поврина сливног подручја је око 306.000 km². Просечан проток у близини ушћа је око 2.100 м³/с (максимално до 9.790 м³/с, минимално 344 м³/с).
Најважније притоке са десне стране су Смоки, Вабаска и река Битон са леве стране. Најважније притоке језера Вилистон су реке Финли, Парснип и Оминека. 
Најважнија насеља на њеним обалама су Форт Сент Џон (Б. Колумбија), Пис Ривер и Форт Вермилион (оба Алберта).
Плодно земљиште дуж средњег и доњег дела тока још од 19. века представљало је једно од важнијих подручја узгоја житарица. У регији се налазе и важна налазишта нафте и земног гаса, а интензивна је и експлоатација и прерада дрвета. Уже сливно подручје реке Пис обухвата географску регију Пис Ривер.